# Clathria calopora
Clathria calopora är en svampdjursart som beskrevs av Thomas Whitelegge 1907. Clathria calopora ingår i släktet Clathria och familjen Microcionidae. Inga underarter finns listade i Catalogue of Life.